# Atesta dixoni
Atesta dixoni är en skalbaggsart som beskrevs av Oke 1928. Atesta dixoni ingår i släktet Atesta och familjen långhorningar. Inga underarter finns listade.